# 森角香奈子
森角 香奈子（もりずみ かなこ、12月23日 - ）は、日本のMC、女性声優。
以前は、大阪テレビタレントビューローに所属していた。現在は、Heart Voiceに所属。趣味多数。

## 出演作品

### ゲーム
- THE KING OF FIGHTERS '99EVOLUTION（フィオリーナ＝ジェルミ）
- THE KING OF FIGHTERS 2000（フィオリーナ＝ジェルミ）

### CD
- ザ・キング・オブ・ファイターズ2000（フィオリーナ＝ジェルミ）

### ラジオドラマ
- 有線放送『ラジメーション（ラジオドラマ）』「音楽の友」　他

### MC
- 淡路花博ジャパンフローラ2000ふれあいステージ（半年間　国際式典等）
- スージーファンタジーミュージカルお姉さんレギュラー
- 読売TV 24時間TV寝屋川会場
- あぜくらトークショー
- 徳扇着物トークショー
- ATC各種イベント
- ライブ甲子園（YELLOW JACKETS）
- ソニーバイオ
- 他各種ナレーターコンパニオン
- 各種キャラクターショー
- ゲーム大会　他多数